# Thor Iversen
Ivar Thor Carl Iversen (* 1873 in Kristiania; † 10. November 1953) war ein norwegischer Ozeanograph, der für das Fischereiministerium arbeitete.
Er war ein begeisterter Fotograf und Dokumentarfilmer und benutzte bei seiner Arbeit auf dem Forschungsschiff Michael Sars oft seine Kameras. In 50 Jahren hinterließ er etwa 7000 Fotos und einige Dokumentarfilme über die norwegische Küste, die Fischerei und die Polarforschung der ersten Hälfte des 20. Jahrhunderts. Seit dem Ende der 1970er Jahre werden diese Aufnahmen von der Thor-Iversen-Sammlung aufbewahrt. Nach ihm wurden das Thor-Kap und das Iversenfjellet auf der Insel Hopen sowie der Fischgrund Iversengrunnen südöstlich dieser Insel ebenso benannt wie die Untiefe Iversengrunnen südlich von Jan Mayen.